# Coming Back Down
Coming Back Down - песня американской рэп-рок-группы Hollywood Undead, третий сингл и десятый трек с их второго студийного альбома American Tragedy. Песня появилась на официальном сайте группы 11 января 2011 года и вышла синглом 15 марта, в один день со вторым синглом с альбома, «Been to Hell».  
Трек появился на радио 24 февраля 2011 года как сингл в поддержку альбома American Tragedy. Припев поёт Danny, первый куплет исполняет J-Dog, второй куплет - Johnny 3 Tears. В отличие от других синглов из альбома, на «Coming Back Down» не было снято музыкальное видео.

## Позиции в чартах
| Чарты (2010–2011)       | Наивысшая позиция |
| ----------------------- | ----------------- |
| AUS iTunes Songs Charts | 53                |

## Исполнение
Песня начинается спокойным и мелодичным припевом, в исполнении Danny. Затем следует первый куплет, который поет J-Dog. Второй куплет исполняет Johnny 3 Tears. Он также поет бридж, где четыре раза повторяет строчки: "I know you're coming back, I know you're coming back. I know you're coming back down".
«Эта песня о потере дорогого тебе человека. Я думаю, каждый был в такой ситуации. В «Coming Back Down», каждый может найти собственное значение словам. Она трогательна. Ты слышишь её, и можешь применить её к собственной жизненной ситуации. И это есть моя цель, как музыканта, я рассказываю о своей жизни, но заставляю вас задуматься о своей.» - Johnny 3 Tears, об общем смысле данной композиции.

## Участники
Hollywood Undead
- Charlie Scene - соло-гитара
- Da Kurlzz – ударные
- Danny - вокал
- Funny Man – отсутствует в песне
- J-Dog –  ритм-гитара,  вокал
- Johnny 3 Tears – вокал

Продюсеры
- Don Gilmore
- Kevin Rudolf
- Jeff Halavacs
- Jacob Kasher[1]